# 雨だれ (太田裕美の曲)
「雨だれ」（あまだれ）は、太田裕美が1974年11月に発売したデビュー曲のシングルである。太田自身のピアノによる弾き語りの曲となっている。このシングルのヒットにより、太田は翌1975年暮れの第17回日本レコード大賞新人賞を始め、同年数々の新人賞を受賞した。

## 解説
- 歌手デビュー当時のキャッチフレーズは「まごころ弾き語り」だった。
- アルバム『まごころ』にはアレンジの異なるバージョンが収録されている。

## 収録曲
A面
1. 雨だれ（2分52秒）
  - 作詞：松本隆／作曲：筒美京平／編曲：萩田光雄

B面
1. 白い季節（3分00秒）
  - 作詞：松本隆／作曲・編曲：筒美京平

## カバー
- 小林麻美（1974年、アルバム『20才の愛』に収録）
- 朝倉理恵（1975年、アルバム『ひとさし指』に収録）
- 岩崎宏美（2019年、アルバム『Dear Friends VIII 筒美京平トリビュート』に収録）